# Centenary Cup
La Centenary Cup fu una competizione di sport gaelici organizzata dalla GAA nel 1984 per celebrare i suoi cento anni di storia. Il torneo di hurling fu vinto da Cork, mentre quello di calcio gaelico da Meath.

## Hurling
| Partita           | Data      | Sede           | Squadra   | Punteggio | Squadra   | Punteggio |
| ----------------- | --------- | -------------- | --------- | --------- | --------- | --------- |
| Turno preliminare | 15 aprile | Portaferry     | Westmeath | 2-14      | Down      | 1-10      |
| Turno preliminare | 15 aprile | Athleague      | Roscommon | 3-5       | Wexford   | 2-7       |
| 1º turno          | 22 aprile | Loughrea       | Galway    | 1-9       | Dublin    | 0-8       |
| 1º turno          | 22 aprile | Casement Park  | Waterford | 3-12      | Antrim    | 3-11      |
| 1º turno          | 22 aprile | Tipperary      | Tipperary | 5-20      | Kildare   | 4-7       |
| 1º turno          | 22 aprile | Laois          | Laois     | 2-9       | Limerick  | 2-8       |
| 1º turno          | 22 aprile | Athleague      | Cork      | 3-18      | Roscommon | 1-8       |
| 1º turno          | 22 aprile | Killarney      | Clare     | 4-10      | Kerry     | 0-9       |
| 1º turno          | 22 aprile | Nowlan Park    | Kilkenny  | 3-17      | Wicklow   | 2-8       |
| 1º turno          | 22 aprile | Offaly         | Offaly    | 1-15      | Westmeath | 0-14      |
| Quarto di finale  | 6 maggio  | Semple Stadium | Galway    | 3-14      | Waterford | 2-8       |
| Quarto di finale  | 6 maggio  | Nowlan Park    | Laois     | 1-17      | Tipperary | 4-7       |
| Quarto di finale  | 6 maggio  | Semple Stadium | Cork      | 0-14      | Clare     | 1-5       |
| Quarto di finale  | 6 maggio  | Croke Park     | Offaly    | 1-17      | Kilkenny  | 2-11      |
| Semifinale        | 13 maggio | Semple Stadium | Laois     | 5-7       | Galway    | 4-9       |
| Semifinale        | 13 maggio | Semple Stadium | Cork      | 1-15      | Offaly    | 3-7       |
| Finale            | 20 maggio | Croke Park     | Cork      | 2-21      | Laois     | 1-9       |

## Calcio gaelico
| Partita          | Data      | Sede       | Squadra  | Punteggio | Squadra  | Punteggio |
| ---------------- | --------- | ---------- | -------- | --------- | -------- | --------- |
| Quarto di finale | 6 maggio  | Tullamore  | Meath    | 2-18      | Galway   | 0-11      |
| Quarto di finale | 6 maggio  | Newbridge  | Cavan    | 1-9       | Wexford  | 1-7       |
| Quarto di finale | 6 maggio  | Croke Park | Monaghan | 1-10      | Offaly   | 0-10      |
| Quarto di finale | 6 maggio  | Navan      | Derry    | 3-10      | Wicklow  | 0-6       |
| Semifinale       | 13 maggio | Croke Park | Meath    | 3-12      | Cavan    | 0-8       |
| Semifinale       | 13 maggio | Croke Park | Monaghan | 0-22      | Derry    | 2-11      |
| Finale           | 20 maggio | Croke Park | Meath    | 0-10      | Monaghan | 0-8       |